# Cornelis Lieste
Cornelis Lieste, né le 26 octobre 1817 à Haarlem et y meurt le 24 juillet 1861, est un peintre et lithographe néerlandais. Il s'est spécialisé dans les paysages de style romantique.

## Biographie

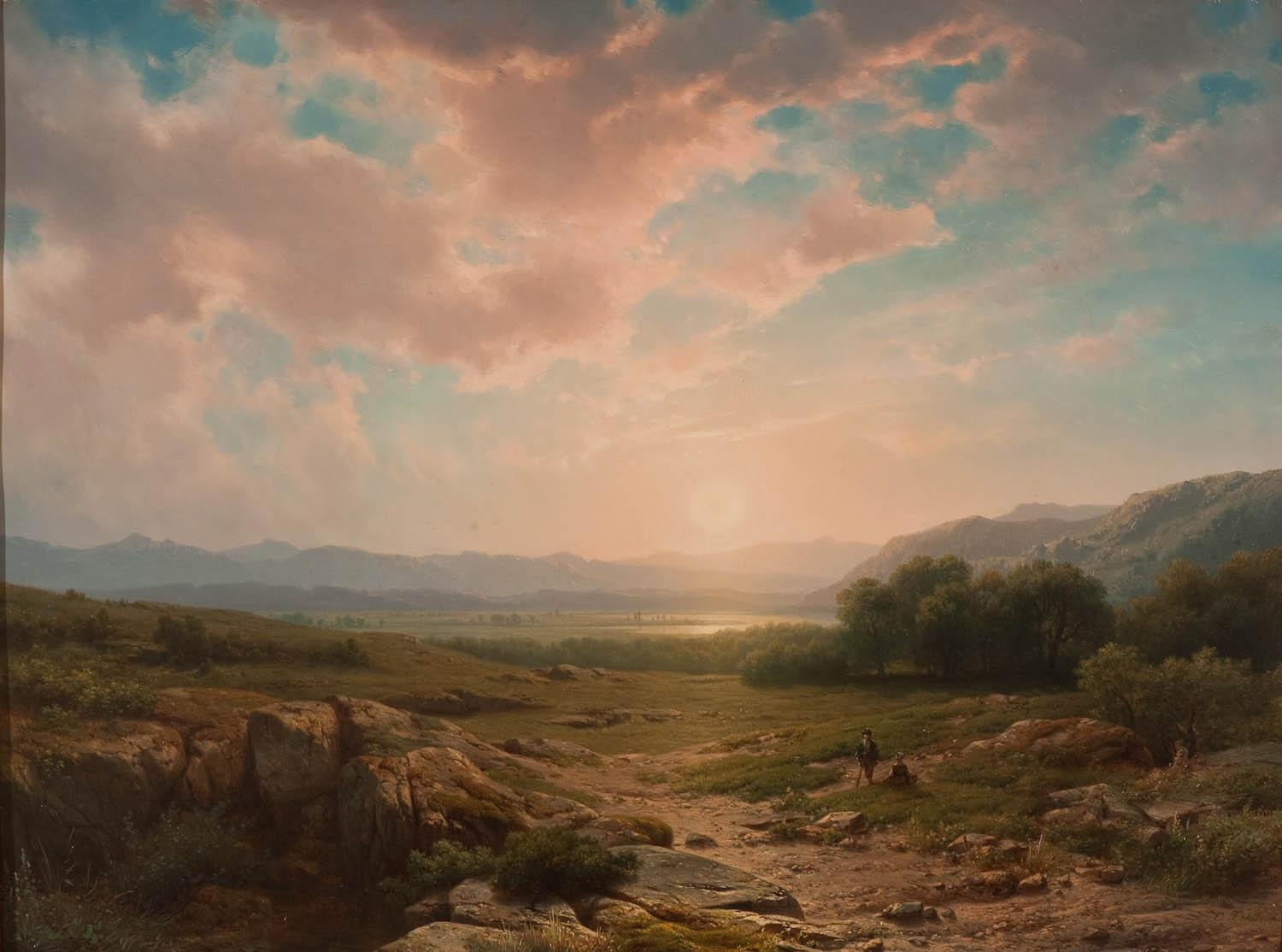
Paysage avec un couple, seul au coucher du soleil.

En 1835, son père l'inscrit à l'École professionnelle, où il étudie le dessin avec Jan Reekers (1790-1858). De 1837 à 1838, il apprend la peinture de paysage auprès de Nicolaas Johannes Roosenboom et, en 1839, remporte une médaille d'argent lors d'une exposition à Bois-le-Duc. 
Il effectue en 1840 un voyage d'étude en Belgique et en Allemagne. Beaucoup de ses croquis ont été réalisés dans les dunes de Hollande du Nord. Lors d'un voyage en Allemagne, il a peut-être visité Clèves et étudié brièvement avec Barend Cornelis Koekkoek.
En 1846, il est nommé membre de la société d'artistes « Kunst Zij Ons Doel » et se voit confier quelques fonctions administratives. Plus tard cette année-là, il est nommé membre de l'Académie royale des beaux-arts d'Amsterdam. L'année suivante, il devient franc-maçon et entreprend un voyage de peinture dans les montagnes du Harz.
Il est l'un des artistes qui participe à la décoration du Wertheimpark (nl) lors de la célébration du 400e anniversaire de Rembrandt en 1852. Il repart en voyage en 1853 ; il visite la région du Rhin, la Suisse et l'Italie du Nord ; il peint quelques-uns de ses rares paysages de montagne. 
De 1854 à 1856, il est l'hôte régulier de la colonie d'artistes d'Oosterbeek. Juste avant sa mort, il fit un long séjour à Twente et à Drenthe, où il dessina les dolmens en plus de ses paysages habituels.
En 1858, il épousa Johanna Cornelia Burman (1838-1887), mais mourut deux ans plus tard d'une « maladie de poitrine » non précisée, laissant derrière lui un enfant de deux ans, et un autre en route.
Parmi ses élèves les plus connus, on peut citer Hendrik Dirk Kruseman van Elten et Paul Gabriël. Ses œuvres peuvent être vues au Rijksmuseum, au Musée d'Amsterdam, au Musée Teylers, au Musée Boijmans Van Beuningen et au Stedelijk Museum Zwolle.